# 1912 у футболі
Нижче наведені футбольні події 1912 року у всьому світі.

## Засновані клуби
- Сантус (Бразилія)
- Свонсі Сіті (Уельс)
- Спліт (Хорватія)

## Національні чемпіони
- Австрія: Рапід (Відень)
- Бельгія: Роял Дарінг Клаб Моленбек
- Англія: Блекберн Роверз
- Німеччина: Хольштайн
- Угорщина: Ференцварош
- Ісландія: КР
- Італія: Про Верчеллі
- Нідерланди: Спарта (Роттердам)
- Парагвай: Олімпія (Асунсьйон)
- Шотландія: Рейнджерс
- Швеція: Юргорден
- Уругвай: Насьональ
- Греція: Гоуді